# ماتهباریا اپازیلا
ماتهباریا اپازیلا (به لاتین: Mathbaria Upazila) یک منطقهٔ مسکونی در بنگلادش است که در ناحیه پیروج‌پور واقع شده‌است. ماتهباریا اپازیلا ۳۵۳٫۲۵ کیلومتر مربع مساحت و ۲۵۳٬۹۱۵ نفر جمعیت دارد.